# Fathers and Sons (film 1912)
Fathers and Sons è un cortometraggio muto del 1912. Il nome del regista non viene riportato nei credit del film, prodotto dalla Champion Film Company di Mark M. Dintenfass, che aveva come interprete William H. Crane, noto attore di Broadway.

## Produzione
Il film fu prodotto dalla Champion Film Company, una compagnia indipendente che Dintenfass aveva fondato nel 1909, stabilendone gli studi a Fort Lee, nel New Jersey.

## Distribuzione
Distribuito dalla Motion Picture Distributors and Sales Company, il film - un cortometraggio di una bobina di 285 metri - uscì nelle sale cinematografiche statunitensi il 15 gennaio 1912. La J.F. Brockliss lo distribuì nel Regno Unito il 24 luglio 1924 in una versione lunga 306,35 metri.